# Пілар Баварська
Марія дель Пілар Баварська (нім. Maria del Pilar von Bayern), повне ім'я Марія дель Пілар Еулалія Антонія Ізабелла Людовіка Жозефа Ріта Еуфразія Баварська (нім. Maria del Pilar Eulalia Antonia Isabella Ludovika Franziska Josepha Rita Euphrasia von Bayern, 13 березня 1891 — 4 грудня 1987) — баварська принцеса з іспанської гілки династії Віттельсбахів, донька баварського принца Людвіга Фердинанда та іспанської принцеси Марії де ла Пас, художниця, письменниця.

## Біографія
Марія дель Пілар народилася 13 березня 1891 року у палаці Німфенбург на заході Мюнхена молодшою дитиною і єдиною донькою в родині принца Людвіга Фердинанда та Марії де ла Пас Іспанської.
Її дід Адальберт одружився з іспанською інфантою Амелією, поклавши початок іспанській гілці династії Віттельсбахів. Батько пошлюбив свою кузину, іспанку Марію де ла Пас, що доводилася Амелії небогою. Старший брат продовжив цю традицію, у 1906 році взявши за дружину Марію Терезу Іспанську.
Дівчинка мала двох старших братів: Фердинанда Марію та Адальберта. Своє ім'я вона отримала на честь тітки Марії дель Пілар Іспанської, улюбленої сестри матері. У своїх мемуарах Марія де ла Пас згадує про те, як боязко запропонувала чоловікові це ім'я, переживаючи, що воно може бути надто іспанським для баварської принцеси. Людвіг Фердинанд, запитавши, чи принесе це задоволення дружині, відразу погодився.
Родина усамітнено проживала у палаці Німфенбург, уникаючи світського життя. Пілар від батьків успадкувала любов до мистецтва. З раннього віку вона цікавилася живописом та графікою. Невдовзі стала членом Асоціації та Спілки художників Мюнхена. Її картини можна побачити у Державній Баварській галареї Мюнхена та багатьох часним колекціях.
Принцеса також захоплювалась спортом і мандрівками. Так, у 1914 році вона разом з матір'ю та тіткою Марією Ізабеллою подорожувала Іспанією, де зупинялися в палаці Ґрадо маркіза де ла Вега де Анзо.
У 30-х роках написала дві книжки, одна з яких присвячена її кузену Альфонсо, який до 1931 року був королем Іспанії.
Більше 40 років очолювала баварський філіал німецького Червоного хреста.
Одружена не була, дітей не мала.
Померла 4 грудня 1987 року в 96-річному віці, переживши обох братів. Похована в усипальниці Віттельсбахів в Андекському монастирі, неподалік від Мюнхена.

## Книги
- Pilar of Bavaria & Desmond Chapman-Huston: Don Alfonso XIII. A Study of Monarchy. Londen, Murray, 1931.
- Pilar of Bavaria & Desmond Chapman-Huston: Bavaria the Incomparable. An Unpretentious Travel Book. Londen, Cassell, 1934.

## Нагороди
- Орден королеви Марії Луїзи (№ 901)[4]